# ادویژ فنش

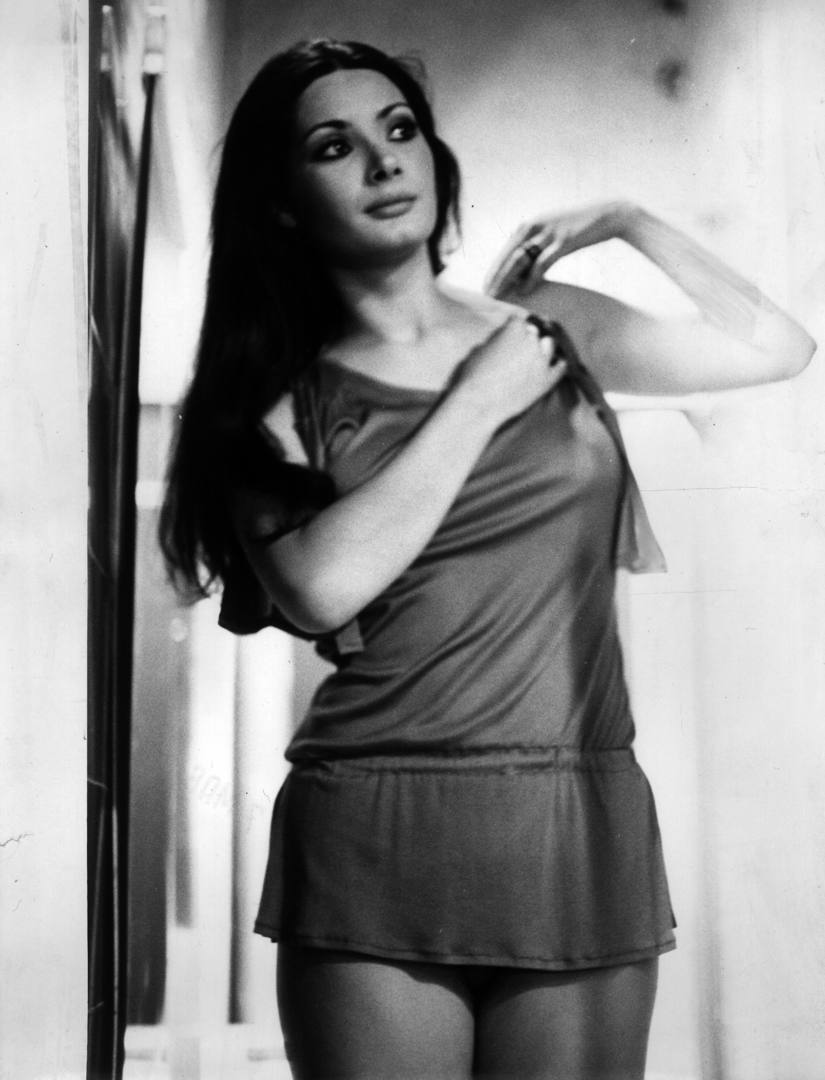
فنش در صحنه‌ای از پوکر در رختخواب (۱۹۷۴)

ادویژ فِـنِـش (فرانسوی: Edwige Fenech‎؛ ‏ فرانسوی: [ɛdviʒ fənɛʃ]؛ ‏ ایتالیایی: [edˈviʒ feˈnɛk, - ˈfɛ:nek]; ‏ زادهٔ ۲۴ دسامبر ۱۹۴۸) بازیگر و تهیه‌کننده اهل فرانسه-ایتالیا است.
وی بازیگر فیلم‌هایی همچون سکس با لبخند، بهیار و با ببرها بازی نکنید بوده است.

## زندگی
فِـنِـش در بون، کُنستانتین، الجزایر فرانسه (امروزه: عنابه، استان عنابه، الجزایر) از پدری مالتی و مادری سیسیلی متولد شد.

## حرفه سینما
فِـنِـش در سال ۱۹۶۷ از نیس (فرانسه) به رم برای ایفای نقش در اولین فیلم ایتالیایی خود با نام ساموآ، ملکه جنگل ساخته گوئیدو مالاتستا نقل مکان کرد. در سال ۱۹۶۸ او با فرانتس آنتل کارگردان اتریشی قرارداد بست و از اواخر دهه ۱۹۶۰ تا اوایل دهه ۱۹۷۰، او در فیلم‌های مختلف آنتل (از جمله مجموعه فیلم‌های تحسین‌شده خانم صاحبخانه) و همچنین فیلم‌های فرانتس ماریشکا بازی کرد. فِـنِـش در بسیاری از ژانرهای سینما بازی کرد اما بزرگ‌ترین موفقیت تجاری او با فیلم‌های کمدی جنسی ایتالیایی به ویژه فیلم‌های اولیه مانند اوبالدا، سر تا پا عریان و داغ و جووانونا شاسی‌بلند و آثاری با تمِ خانم معلم، زن سرباز و زن پلیس حاصل شد. مجموعه‌ها و فیلم‌های دیگری که ویژگی فِـنِـش را در آثار کلیشه‌ای به نمایش می‌گذارد و موقعیت او را به عنوان محبوب‌ترین بازیگر این نوع ژانر بیشتر تقویت کرد. او بارها با کارلو جوفره و بعدها با رنتسو مونتانیانی در فیلم‌های سکسی کمدی همبازی شد. فِـنِـش به‌طور مرتب در فیلم‌های جالو بازی می‌کرد.

## سال‌های آتی
در دهه ۱۹۸۰، او شخصیتی تلویزیونی شد و معمولاً با باربارا بوشه در یک تاک شو در تلویزیون ایتالیا ظاهر می‌شد. او پس از سال‌ها کار در تولید فیلم، در کنار آل پاچینو، تهیه‌کننده فیلم تاجر ونیزی بود و بعداً پیشنهاد الی راث برای بازی در فیلم دیگری به نام مسافرخانه: قسمت ۲ را پذیرفت. کوئنتین تارانتینو به احترام او بازیگر فیلم حرامزاده‌های لعنتی را «ستوان اِد فنش» نام‌گذاری کرد و فِـنِـش را به اکران فیلم خود در ایتالیا دعوت کرد.

## زندگی شخصی
فِـنِـش از سال ۱۹۷۱ تا ۱۹۷۹ با تهیه‌کننده فیلم ایتالیایی لوچانو مارتینو ازدواج کرد. در اواسط دهه ۱۹۹۰، وی با صنعتگر مشهور ایتالیایی لوکا دی مونتدزمولو نامزد بود. پسرش ادوین (متولد ۱۹۷۱) در شرکت تولیدی او کار کرد و مدیرعامل سابق فراری آسیا-اقیانوسیه، فراری بزرگ چین و فراری آمریکای شمالی بوده است.

## گزیدهٔ نقش‌آفرینی‌ها

### سینما

ادویژ فنش در صحنه‌ای از فیلم راهزن

- ۲۰۲۳ - چهاردهمین یکشنبه از روزگاری عادی
- ۲۰۱۰ - گورباچف (تهیه‌کننده فیلم)
- ۲۰۰۷ - مسافرخانه: قسمت ۲
- ۲۰۰۴ - تاجر ونیزی (تهیه‌کننده فیلم)
- ۲۰۰۰ - برادر کوچک
- ۱۹۹۹ - فردیناند و کارولینا (تهیه‌کننده فیلم)
- ۱۹۸۸ - شبح مرگ
- ۱۹۸۴ - تعطیلات در آمریکا
- ۱۹۸۲ - یک ماجرای ایدئال
- ۱۹۸۲ - بهیار
- ۱۹۸۲ - با ببرها بازی نکنید
- ۱۹۸۱ - وقتی حرف می‌زنی دهنت رو ببند!
- ۱۹۸۱ - یک پلیس زن در نیویورک
- ۱۹۸۱ - کروسان با خامه
- ۱۹۸۱ - آس (تک‌خال)
- ۱۹۸۰ - فضول
- ۱۹۸۰ - کاترین و من
- ۱۹۸۰ - شکر، عسل و فلفل
- ۱۹۸۰ - همسر در سفر… دل‌داده در شهر
- ۱۹۸۰ - من خوش‌عکسم
- ۱۹۸۰ - راهزن
- ۱۹۷۹ - شنبه، یکشنبه و جمعه
- ۱۹۷۹ - مشکل پُردردسر
- ۱۹۷۹ - یک پلیس زن در جوخه هرزه‌ها
- ۱۹۷۹ - دکتر جکیل و بانوی مهربان
- ۱۹۷۸ - عشق‌های من
- ۱۹۷۸ - معلم مدرسه در خانه
- ۱۹۷۸ - دخترک سرباز در مانورهای بزرگ نظامی
- ۱۹۷۸ - خانم معلم به دبیرستان پسرانه می‌رود
- ۱۹۷۸ - یورش بزرگ
- ۱۹۷۷ - دخترک سرباز در دیدار نظامی
- ۱۹۷۷ - راننده تاکسی
- ۱۹۷۷ - سنبله، ثور، جدی
- ۱۹۷۶ - دادرس ناحیه
- ۱۹۷۶ - افکار شیطانی
- ۱۹۷۶ - خانم دکتر بیمارستان ارتش
- ۱۹۷۶ - اعترافات یک پلیس زن
- ۱۹۷۶ - سکس با لبخند
- ۱۹۷۵ - همسر باکره
- ۱۹۷۵ - ضعف اخلاقی خانوادگی
- ۱۹۷۵ - برهنه برای قاتل
- ۱۹۷۵ - معلم مدرسه
- ۱۹۷۵ - ممنون… مادربزرگ
- ۱۹۷۴ - پوکر در رختخواب
- ۱۹۷۴ - معصومیت و هوس
- ۱۹۷۳ - آنا، آن لذت خاص
- ۱۹۷۳ - فرانک بدجنس و تونی بی‌مخ
- ۱۹۷۳ - بیوه دل‌ربا
- ۱۹۷۳ - جووانونا شاسی‌بلند
- ۱۹۷۳ - وای خدای بزرگ، پاستوره اومد!
- ۱۹۷۲ - اوبالدا، سر تا پا عریان و داغ
- ۱۹۷۲ - آن دوران که به زن‌ها باکره می‌گفتند
- ۱۹۷۲ - راهبه آتش‌پاره
- ۱۹۷۲ - گناه در وجودت حبس شده و فقط من کلیدش را دارم
- ۱۹۷۲ - دلیل آن قطره‌های عجیب خون روی بدن جنیفر چیست؟
- ۱۹۷۲ - تمامی رنگ‌های تاریکی
- ۱۹۷۱ - ضعف اخلاقی عجیب خانم وارْدْ
- ۱۹۷۱ - شب‌های داغ دون ژوان
- ۱۹۷۱ - صحرای آتش
- ۱۹۷۰ - سرتاسر طنز
- ۱۹۷۰ - پنج زن زیبا برای جشن نیمه پاییز
- ۱۹۷۰ - لو مان، میانبری به جهنم
- ۱۹۷۰ - چیچو و فرانکو در سال اختلاف نظر
- ۱۹۶۹ - مردی با قلم‌موی زرین
- ۱۹۶۹ - هوس‌ها، عطش شدید سه دختر سیری‌ناپذیر
- ۱۹۶۹ - مادام و خواهرزاده‌اش
- ۱۹۶۹ - همه خانم‌های قلعه این کار را خیلی دوست دارند
- ۱۹۶۹ - شیر یا خط
- ۱۹۶۹ - قصر لذت
- ۱۹۶۹ - اغواگران
- ۱۹۶۸ - خانم صاحبخانه هم روابط عاشقانه دارد

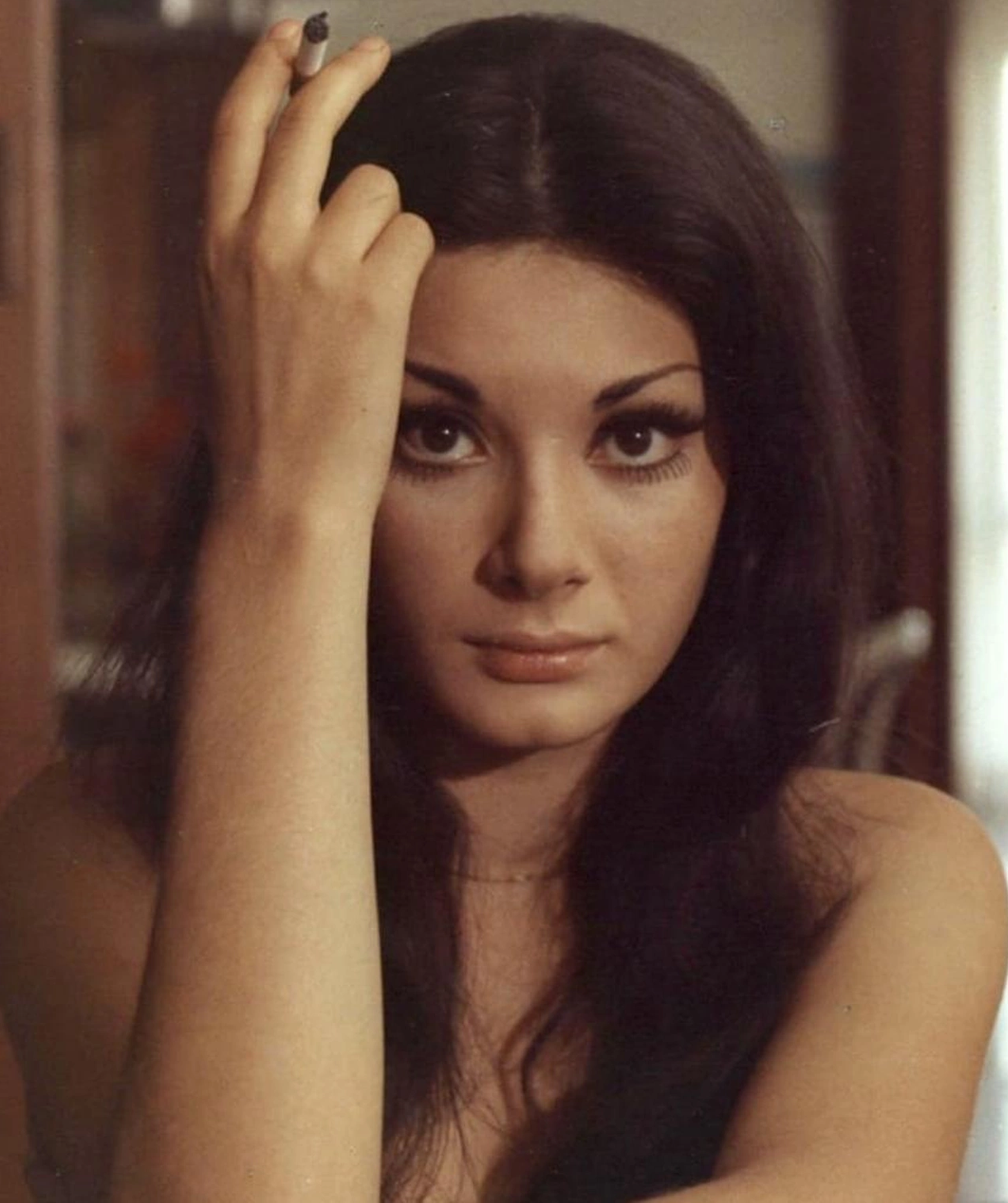
فنش در سال ۱۹۷۱

- ۱۹۶۸ - پسر عقاب سیاه
- ۱۹۶۸ - ساموآ، ملکه جنگل
- ۱۹۶۷ - یکسره مجنون او

### تلویزیون
- خوشبختی فرارسیده است (۲۰۱۵)
- دختر سروان (۲۰۱۲)
- عشق یک جادوگر (۲۰۰۹؛ تهیه‌کننده)
- یک عصر اکتبر (۲۰۰۹؛ تهیه‌کننده)
- منشی‌های طبقه ششم (۲۰۰۹؛ تهیه‌کننده)
- برداشت نخست خوب (۲۰۰۸)
- ستاره پادشاهان (۲۰۰۷؛ تهیه‌کننده)
- قتل (۲۰۰۴؛ تهیه‌کننده)
- زندگی‌های به فنا رفته (۲۰۰۴؛ تهیه‌کننده)
- دلایل قلبی (۲۰۰۲)
- سفارش‌ها (۱۹۹۹ و ۲۰۰۲)
- زن (۱۹۹۶)
- جنایت‌های شخصی (۱۹۹۳)
- ارادهٔ آنا (۱۹۹۲)
- در گرداب گناه (۱۹۸۷)
- سال هفتم (۱۹۷۸)